# Biskupija
 Ovo je glavno značenje pojma Biskupija. Za druga značenja pogledajte Biskupija (razdvojba).
Biskupija je u katoličkoj i nekim drugim kršćanskim crkvama upravna prostorna jedinica kojom upravlja biskup. U Katoličkoj Crkvi, važna biskupija kojom upravlja nadbiskup zove se nadbiskupija (obično metropolitanskog statusa, povijesne važnosti, ili obojega). 
Prema podatcima iz 2003. godine, u svijetu je 569 katoličkih nadbiskupija i 2014 biskupija. 
Naziv potječe od rimskih dijeceza, upravnih jedinica koje je krajem 3. stoljeća uveo car Dioklecijan. Već za Konstantina Velikog počinje se naziv dijeceza upotrebljavati i za crkvenoupravno područje, posebno kad se poklapa s granicama dijeceze Carstva. 
Biskup koji upravlja dijecezom naziva se dijecezanski biskup, za razliku od pomoćnih biskupa, nuncija i ostalih crkvenih službenika koji su zaređeni za biskupe, a ne upravljaju izravno dijecezom. 